# Podhorany (powiat Nitra)
Podhorany – wieś i gmina (obec) w powiecie Nitra, w kraju nitrzańskim na Słowacji. Znajduje się na Nizinie Naddunajskiej, w kierunku na północ od miasta Nitra. Zabudowania wsi rozłożyły się nad potokiem Hunták u podnóży gór Trybecz.